# Михаил Рогоза
Михаил Васильевич Рогоза (Рагоза; умер 1599 году) — церковный деятель, православный митрополит Киевский, Галицкий и всея Руси, принявший в 1596 году Брестскую унию, на брестском соборе.

## Биография
Михаил Рогоза происходил из мелкой шляхты герба Шренява Минского повета, в другом источнике по происхождению земянин. Родом с Волыни, учился, возможно, в иезуитской коллегии в Вильно, был писарем виленского воеводы, далее поступил в Минский Вознесенский монастырь.
В 1579 году был рукоположён в архимандриты Минского Вознесенского монастыря, в 1582 году получил сверх того в управление Слуцкий Троицкий монастырь, а в 1589 — ещё и Слуцкий Мороцкий. В том же году Сигизмунд III дал ему грамоту на киевскую митрополию, и он был посвящён в Вильне Вселенским Патриархом Иеремией II, который, впрочем, при посвящении оговорился, слагая с себя ответственность за его выбор.
Хотя и существует мнение, что Рогоза был воспитанником иезуитов и ими же был проведён в митрополиты с целью введения унии, но это едва ли верно, так как до 1594 года в нём не было заметно склонности к соединению с Латинской церковью, и только после продолжительного колебания он примкнул к инициаторам унии — Кириллу Терлецкому и Ипатию Потею.
Даже подписав акт унии и артикулы, которые должны были быть представлены Папе, продолжал скрывать свой отход от Православной церкви. Только на Брестском соборе 1596 года он открыто выступал сторонником унии. Православное духовенство и представители восточных патриархов объявили его лишённым митрополичьего сана и просили короля о назначении нового митрополита, но король предписал всем православным подчиняться Рогозе как законному главе русской униатской церкви (западно-русской церкви).
Существуют две версии о его отношении к унии перед кончиной. Католические авторы утверждают, что он был верен унии до смерти и даже хотел совершить поездку в Рим. По версии, представленной в «Палинодии» Захарии Копыстенского (1622 год), митрополит Михаил сильно жалел о своём переходе в унию, увлёкшись в ней лишь «честью и славой мира сего как хлебом», но перед смертью звал православного священника, которого к нему не пустили. Умер между 18 июня и 15 августа 1599 года.